# Runenstein 5 von Østermarie
Der Runenstein 5 von Østermarie (auch Øster Mariesten 1; DR 394 oder DK Bh 55 genannt) wurde 1877 auf dem Friedhof der Kirche von Østermarie gefunden, wo er nur knapp unter der Erde lag.
Der Runenstein steht heute zwischen der neuen Kirche und der Kirchenruine von Østermarie auf der dänischen Ostseeinsel Bornholm. Der Stein aus Granit ist etwa 1,51 m hoch, 18 bis 60 cm breit und 30 cm dick. Sein Erhaltungszustand ist gut.

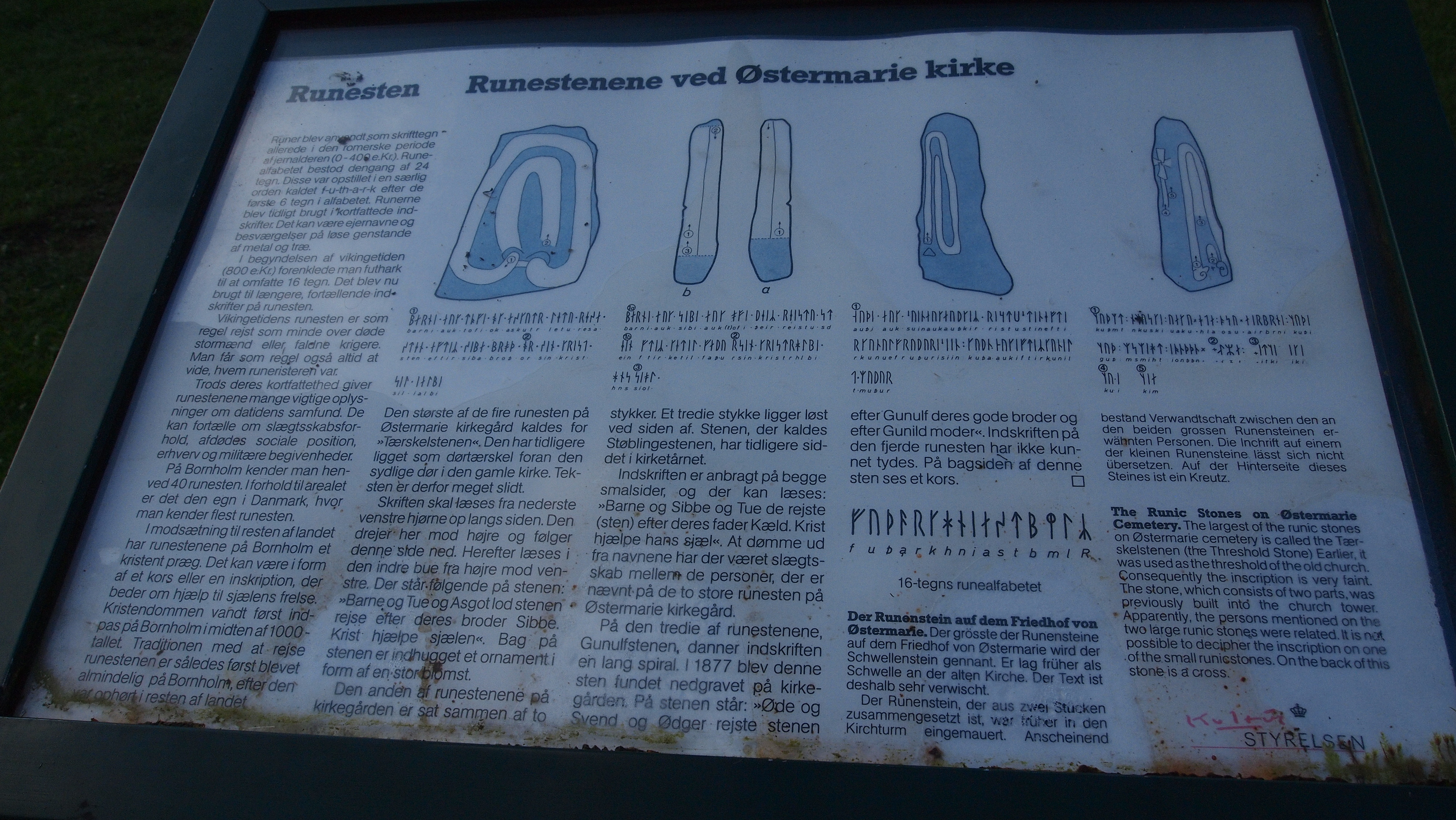
Runensteine von Østermarie

Der verzierte Runenstein gehört zur Gruppe der späten Bornholmer Steine aus der Übergangszeit zwischen der Wikingerzeit (800 bis 1050 n. Chr.) und dem älteren Mittelalter (1075–1125 n. Chr.) Die Verzierung besteht aus einer dreieckigen Figur, die an einen Pfeil erinnert. Sie befindet sich in der unteren linken Ecke und zeigt auf den Beginn der Inschrift.
Der Text auf der Seite des Steins lautet auf Norsk: „Øde og Svein og Ødgeir reiste sten etter Gunnulv, deres gode bror, og etter Gunhild, (deres) mor.“ Übersetzt: „Auður, Sveinn und Auðgeirr errichteten diesen Stein in Erinnerung an Gunnulv, ihren guten Bruder, und an Gunhild, (ihre) Mutter“.
Die Runenhöhe von 4,5 bis 6,5 cm ist gering, als Worttrennzeichen wurden Punkte und Doppelpunkte verwendet. Die Inschrift ist für die Bornholmer Runeninschriften atypisch, da die Seelenformel fehlt. Die konturierte Inschrift ist in ein Band mit Außen- und Innenrahmen eingebettet, das Rahmenband dreht sich spiralförmig zur Mitte. Die Inschrift beginnt links unten an der Dreiecksfigur.